# Rachel Campos-Duffy
 (juillet 2021).
La mise en forme du texte ne suit pas les recommandations de Wikipédia : il faut le « wikifier ».
Les points d'amélioration suivants sont les cas les plus fréquents. Le détail des points à revoir est peut-être précisé sur la page de discussion.
- Les titres sont pré-formatés par le logiciel. Ils ne sont ni en capitales, ni en gras.
- Le texte ne doit pas être écrit en capitales (les noms de famille non plus), ni en gras, ni en italique, ni en « petit »…
- Le gras n'est utilisé que pour surligner le titre de l'article dans l'introduction, une seule fois.
- L'italique est rarement utilisé : mots en langue étrangère, titres d'œuvres, noms de bateaux, etc.
- Les citations ne sont pas en italique mais en corps de texte normal. Elles sont entourées par des guillemets français : « et ».
- Les listes à puces sont à éviter, des paragraphes rédigés étant largement préférés. Les tableaux sont à réserver à la présentation de données structurées (résultats, etc.).
- Les appels de note de bas de page (petits chiffres en exposant, introduits par l'outil «  Source ») sont à placer entre la fin de phrase et le point final[comme ça].
- Les liens internes (vers d'autres articles de Wikipédia) sont à choisir avec parcimonie. Créez des liens vers des articles approfondissant le sujet. Les termes génériques sans rapport avec le sujet sont à éviter, ainsi que les répétitions de liens vers un même terme.
- Les liens externes sont à placer uniquement dans une section « Liens externes », à la fin de l'article. Ces liens sont à choisir avec parcimonie suivant les règles définies. Si un lien sert de source à l'article, son insertion dans le texte est à faire par les notes de bas de page.
- La présentation des références doit suivre les conventions bibliographiques. Il est recommandé d'utiliser les modèles {{Ouvrage}}, {{Chapitre}}, {{Article}}, {{Lien web}} et/ou {{Bibliographie}}. Le mode d'édition visuel peut mettre en forme automatiquement les références.
- Insérer une infobox (cadre d'informations à droite) n'est pas obligatoire pour parachever la mise en page.

Pour une aide détaillée, merci de consulter Aide:Wikification.
Si vous pensez que ces points ont été résolus, vous pouvez retirer ce bandeau et améliorer la mise en forme d'un autre article.
Rachel Campos-Duffy, née le 22 octobre 1971, est une personnalité de la télévision américaine. Elle est apparue pour la première fois à la télévision en 1994 dans la série de télé-réalité The Real World: San Francisco (en), avant de devenir animatrice de télévision. Une fois devenue animatrice télévisée, elle exerçait d'abord en tant qu'animatrice invitée du talk-show ABC The View, avant de passer à Fox News, où elle a animé l'émission Outnumbered.

## Jeunesse
Rachel Campos a grandi à Tempe, Arizona, et a été élevée par Miguel Campos et Maria del Pilar, tous les deux professeurs de collège à Chandler, Arizona. Ses grands-parents ont émigré aux États-Unis du Mexique. Elle a deux frères, Patrick Campos et Joseph Campos. Sa sœur Léa Campos Schandlbauer s'est présentée au Congrès en Arizona en 2012. Campos et ses frères et sœurs ont été élevés dans un foyer catholique strict.
Rachel Campos-Duffy est diplômée de Seton Catholic Preparatory (en).
Campos est diplômée de l'Arizona State University en décembre 1993, avec un diplôme en économie. Elle a reçu la Woodrow Wilson Graduate Fellowship (en) et avait prévu d'utiliser cette récompense pour fréquenter des études supérieures, dans le but d'être professeur d'université. Campos a obtenu une maîtrise en affaires internationales de l'Université de Californie à San Diego.

## Carrière

### The Real World: San Francisco
Campos a été choisie pour The Real World: San Francisco (en) en janvier 1994 et a vécu dans la maison de Russian Hill à San Francisco avec ses six colocataires du 12 février au 19 juin.
Bien que les camarades aient été informés à l'avance qu'ils vivraient avec une personne séropositive, ils n'ont pas été informés de quel colocataire il s'agissait. Lors de la première nuit du casting dans la maison, le colocataire de Campos, l'éducateur sur le SIDA Pedro Zamora (en), a informé les colocataires qu'il avait le SIDA. Campos s'est sentie mal à l'aise et s'est d'abord éloignée de Zamora, déclarant qu'elle voulait savoir comment son état de santé l'affecterait. Cependant, elle n'a rien dit aux autres colocataires de peur de paraître homophobe. Bien que Zamora ait pris cela comme un acte de rejet de sa part, les deux sont finalement devenus amis, Zamora se rendant en Arizona avec Campos pour rendre visite à sa famille.
Dans l'émission de MTV, Campos était décrite comme une républicaine passionnée. Ses points de vue politiques ont conduit à des conflits avec ses colocataires à plus d'une occasion, comme lorsque Mohammed Bilal a ridiculisé les idées républicaines de logement qu'elle a exprimées dans l'épisode 3.
En 1999, Campos a enregistré Road Rules: All Stars, avec d'anciens acteurs de d'autres saisons passées de Real World, tels que Sean Duffy du casting de Real World: Boston, qu'elle épousera plus tard.
Campos-Duffy était l'une des dix anciennes actrices de The Real World qui a joué dans le film de 2003, The Wedding Video, une parodie de l'émission de télé-réalité.

### The View

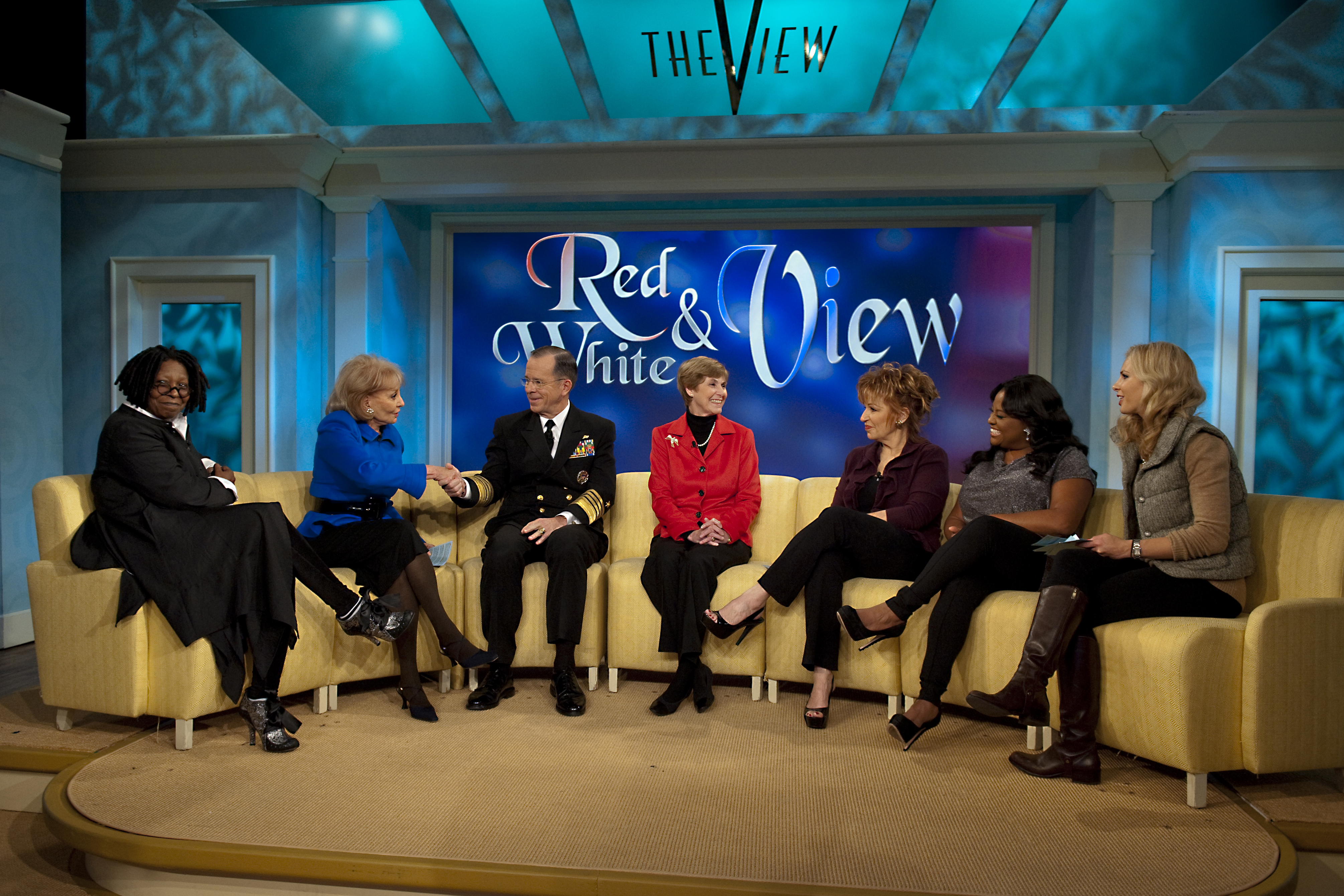
L'émission The View

Après que Debbie Matenopoulos ait quittée la série en 1999, Campos a participé à un essai à l'antenne avec Lisa Ling et Lauren Sánchez. Ling a finalement été embauchée. Après le départ de Ling en 2002, Campos, qui organisait alors sa propre émission de « débat sur le café » avec d'autres femmes au foyer du Wisconsin, a de nouveau participé à un essai à l'antenne d'une semaine, cette fois contre Erin Hershey Presley et Elisabeth Hasselbeck. En novembre 2003, Hasselbeck a été embauchée pour remplacer Lisa Ling. En juillet 2013, lorsque Hasselbeck a quitté The View pour remplacer Gretchen Carlson en tant que coanimatrice de Fox & Friends, Campos a de nouveau essayé, mais Jenny McCarthy a été embauchée pour combler le poste.

### Fox News
Le 21 juin 2018, lors d'une apparition dans l'émission The Ingraham Angle de Fox News, Campos-Duffy a défendu la pratique controversée du gouvernement de Trump consistant à séparer les familles immigrées arrêtées en franchissant la frontière américaine. Parlant des installations où les enfants étaient hébergés, elle a déclaré : « Les centres de détention sont bien plus sûrs que le voyage que ces enfants viennent de faire. Et je dirai ceci. Les gens ne sont pas stupides. J'ai parlé à des Afro-Américains qui ont dit : 'Mon Dieu, les conditions des centres de détention sont meilleures que certains des projets dans lesquels j'ai grandi.'",, Ce passage télévisé a suscité une polémique ainsi que des critiques immédiates,,,.
Après que Joe Biden eut remporté l'élection présidentielle de 2020 contre Donald Trump, Campos-Duffy a affirmé sans preuve qu'il y avait eu "des fraudes et des manigances" lors de l'élection.
Le 12 juin 2021, Campos-Duffy remplace Jedediah Bila en tant que co-animatrice du matin Fox and Friends Weekend.

### Autres activités
Campos-Duffy est la porte-parole national de l'initiative LIBRE, une organisation à but non lucratif, financée par les frères Koch, qui promeut des idées sur un gouvernement constitutionnellement limité, les droits de propriété, l'état de droit, la stabilité économique, et le libre marché à la communauté hispanique.
Campos-Duffy a soutenu Scott Walker dans la primaire républicaine pour l'élection présidentielle de 2016.

## Vie privée
Après la fin de son passage dans The Real World, alors que la cinquième saison de la série était en cours de tournage, Campos a été impliquée dans une collision mortelle avec une autre voiture. Le petit ami de Campos et son ami, qui conduisaient la voiture de location, sont morts dans l'accident. Campos a été jetée par la fenêtre du côté passager et a subi de graves blessures à la jambe droite qui ont causé des problèmes à long terme tels que de l'arthrite et des difficultés à courir.
Campos a épousé son co-vedette de Road Rules: All Stars, Sean Duffy,. Ils vivaient à Ashland, dans le Wisconsin, où Duffy était procureur de district du comté d'Ashland. En 2011, Sean Duffy est devenu membre du parti républicain pour le 7e district du Wisconsin au Congrès. Les Duffy ont d'abord déménagé d'Ashland à Weston puis en 2013, ils ont déménagé à Wausau, dans le Wisconsin, afin que Sean soit plus proche d'un aéroport pour son trajet hebdomadaire vers Washington, DC, où il passe trois ou quatre jours par semaine.
En 2008, Campos-Duffy a révélé qu'elle avait subi deux fausses couches. En mai 2016, ils avaient huit enfants. Les Duffy ont accueilli leur neuvième enfant, une fille, en 2019. Elle est née un mois plus tôt et est trisomique. En raison des complications de santé attendues du bébé, y compris une maladie cardiaque, Sean Duffy a annoncé qu'il démissionnait du Congrès, à compter du 23 septembre 2019, afin de consacrer son temps et son attention à sa famille,.

## Dans la culture populaire
Dans Pedro (en), le film de 2008 de Nick Oceano qui met en scène la vie de Pedro Zamora, Campos-Duffy est interprétée par Karolina Luna.

## Filmographie
- 1994 : The Real World: San Francisco
- 1995-1998 : Road Rules: All Stars
- 1998-2002 : The Real World Movie: The Lost Season
- 2003 : The Wedding Video
- 2003-2014 : The View : Co-animatrice invitée